# Rhomboptila calamensis
Rhomboptila calamensis är en fjärilsart som beskrevs av Louis Beethoven Prout 1931. Rhomboptila calamensis ingår i släktet Rhomboptila och familjen mätare. Inga underarter finns listade.